# Teresa Scanlan
Teresa Michelle Scanlan, née le 6 février 1993 à Colton (Californie), aux États-Unis, est une reine de beauté américaine élue Miss Nebraska (en) 2010, puis Miss America 2011, à l'âge de 17 ans : elle devient alors la plus jeune Miss America depuis Bette Cooper, en 1937.

## Source de la traduction
- (en) Cet article est partiellement ou en totalité issu de l’article de Wikipédia en anglais intitulé « Teresa Scanlan » (voir la liste des auteurs).